# Día Internacional para la Conmemoración y Dignificación de las Víctimas del Crimen de Genocidio y para la Prevención de ese Crimen
El Día Internacional de Conmemoración y Dignidad de las Víctimas del Crimen de Genocidio y de la Prevención de este Crimen es una jornada que se celebra los 9 de diciembre, desde 2015, establecida por la Asamblea General de las Naciones Unidas en ese año.

## Proclamación
El Día Internacional de Conmemoración y Dignidad de las Víctimas del Crimen de Genocidio y de la Prevención de este Crimen lo proclamó la Asamblea General de las Naciones Unidas el 29 de septiembre de 2015. Fue impulsada para recordar y honrar a las víctimas del genocidio y subrayar la importancia de la prevención de ese crimen a nivel internacional. Además, sirve como recordatorio del compromiso de la comunidad internacional con la implementación de la Convención para la Prevención y la Sanción del Delito de Genocidio de 1948, la cual establece la primera definición jurídica de genocidio y obliga a los Estados a prevenir y sancionar este delito.

## Celebración
El 9 de diciembre fue elegido como fecha porque marca el aniversario de la adopción de la Convención sobre el Genocidio de 1948. La primera celebración tuvo lugar en 2015. Durante ese día, realizan actividades organizadas por la Oficina de las Naciones Unidas para la Prevención del Genocidio y la Responsabilidad de Proteger. Incluyen ceremonias conmemorativas, conferencias, y exposiciones que buscan educar al público sobre la importancia de prevenir el genocidio, honrar la memoria de las víctimas, y promover la dignidad humana. En 2023, se organizaron eventos de alto nivel en la sede de la ONU, donde se reflexionó sobre los logros y los desafíos pendientes en la aplicación de la Convención.